# Бродвей
Бродве́й (англ. Broadway, от нидерл. Brede weg — широкая дорога) — автомобильная дорога в штате Нью-Йорк, США. Проходит от Стейт-стрит в Боулинг-Грин на 21 км через Манхэттен и 3,2 км через Бронкс, выходя на север от города на ещё 29 км через муниципалитеты Йонкерс, Гастингс-на-Гудзоне, Доббс-Ферри, Эрвингтон и Тарритаун и заканчиваясь севернее Слипи-Холлоу в округе Уэстчестер.
Старейшая из крупных улиц Нью-Йорка, ведущая свою историю от первого поселения Новый Амстердам, хотя большая её часть не носила нынешнего названия до конца XIX века.
Бродвей широко известен как центр американской театральной индустрии (см. бродвейский театр) и используется в качестве метонима для него, а также в названиях альтернативных театральных предприятий, таких как Офф-Бродвей и Офф-Офф-Бродвей.

## Этимология
Название «широкий путь» (нидерл. Breede weg) улица получила от губернатора Новых Нидерландов Петера Минёйта. После передачи Новых Нидерландов Англии в 1667 году оно было дословно переведено на английский язык и превратилось в Broadway.
Кроме самого известного манхэттенского Бродвея в Нью-Йорке есть ещё три улицы с таким же названием в боро Бруклин, Квинс и Статен-Айленд.

## География
Улица Бродвей нарушает перпендикулярную планировку Манхэттена. Она волнами изгибается, «гуляя» поперёк острова. От начала до площади Колумба имеет одностороннее движение в сторону начала. Бродвей называют предпринимательской улицей, поскольку на ней расположено огромное количество офисных зданий и предприятий.
На Бродвей выходит знаменитый Театральный квартал, поэтому название улицы стало синонимом американского театра. Бродвей также считается местом самых престижных вернисажей. Те выставки и театральные постановки, которым не удалось попасть на Бродвей, называются «офф-Бродвей». На Бродвее располагается знаменитый театр Метрополитен-опера.
В районе пересечения Бродвея с 42-й улицей находится Таймс-сквер, на пересечении со старинной Бауэри — парк Юнион-сквер, а на углу Центрального парка — площадь Колумба.
Бродвей пролегает через весь Манхэттен, от парка Боулинг-Грин на юге до Инвуда на северной оконечности острова.

## История

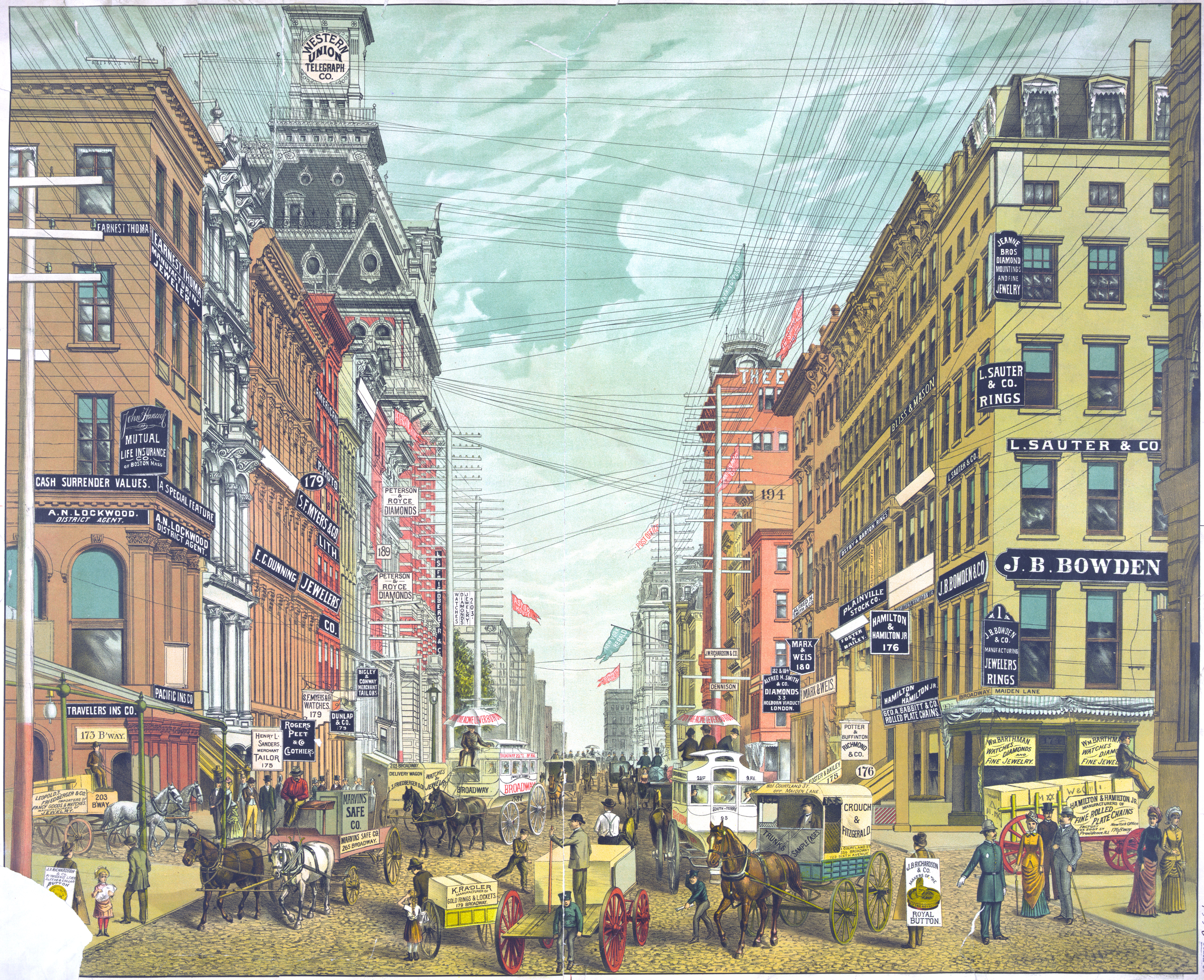
Вид на Бродвей от угла Мейден-Лейн, конец XIX века

Первоначально Бродвей был тропой, извивавшейся среди болот и скал острова Манхэттен. По прибытии голландских поселенцев тропа вскоре превратилась в главную дорогу острова от Нового Амстердама до южного берега. Голландский исследователь и бизнесмен Дэвид де Вриз первым упомянул об этой дороге в своём судовом журнале в 1642 году. Голландцы называли её «Heerestraat», что можно перевести как «улица лордов». В середине XVIII века часть улицы, пролегающая в Нижнем Манхэттене, была названа Грейт-Джордж-стрит. Другие части современного Бродвея также носили различные названия, но с 14 февраля 1899 года вся улица носит название «Бродвей».

Всем известно, что Бродвей — самая шикарная улица Нового Света. Это аорта, по которой течёт лучшая кровь нашей системы. Всё, что есть на нашем континенте изысканного, прошло через эту улицу. Здесь устраиваются лучшие выставки, сюда прибывают караваны со всего света.— Эдгар Аллан По